# Falsanoplistes
Falsanoplistes is een kevergeslacht uit de familie van de boktorren (Cerambycidae). De wetenschappelijke naam van het geslacht werd voor het eerst geldig gepubliceerd in 1915 door Pic.

## Soorten
Falsanoplistes omvat de volgende soorten:
- Falsanoplistes antennarius Holzschuh, 2010
- Falsanoplistes borneensis Hayashi, 1969
- Falsanoplistes guerryi Pic, 1915
- Falsanoplistes takasagoensis (Kano, 1933)